# Bre
Bre, bire, be, more je čest uzvik u brojnim balkanskim jezicima. Uzvik se koristi za izražavanje odobravanja, pohvale ili čuđenja.
Riječ je grčkog podrijetla: vokativ μορέ od μορός, μῶρος "luda", skraćeno u bre.
Rabi se u srpskom, bugarskom, rumunjskom, albanskom (bre), novogrčkom (μπρέ, βρέ μορέ) i u rumelijskim narječjima turskog jezika.
Oblik more za muški rod i mori za ženski rod upotrebljava se u Bugarskoj, Makedoniji te južnom i jugoistočnom dijelu Srbije. To je uzvik kojim jači, mogućniji pojačava 1) ton superiornosti, 2) ton od mila prema muškarcu, rjeđe prema ženskom. U hrvatskom jeziku se ovaj oblik ne javlja. Kraći oblik bre rabi se u istom izrazu starješinstva.